# Gerhard Scheffler
Gerhard Scheffler (* 14. Januar 1894 in Breslau; † 14. Juli 1977 in Bad Neuenahr-Ahrweiler) war ein deutscher Politiker der NSDAP, im Zweiten Weltkrieg Oberbürgermeister im annektierten Posen und nach 1945 bundesdeutscher Sozialpolitiker.

## Leben
Von 1914 bis 1918 nahm Scheffler als Soldat am Ersten Weltkrieg teil. Nach 1918 studierte er Jura und wurde 1922 promoviert. Er war Mitglied der Studentenverbindung Wratislavia Breslau (heute: Königstein-Wratislavia (Breslau) zu Frankfurt). 1924 trat er als Jurist in den Verwaltungsdienst ein und war 1925/26 am Landratsamt in Leer (Ostfriesland) tätig, sodann von 1926 bis 1931 bei der Regierung in Münster. Von 1931 bis Mai 1933 war er Landrat im Landkreis Grafschaft Bentheim.
1933 wurde er Oberregierungsrat im Reichsinnenministerium. Seit 1935 war er Mitglied der Nationalsozialistischen Volkswohlfahrt, seit 1940 gehörte er auch der NSDAP an. Kurz nach Beginn des Zweiten Weltkriegs wurde er am 14. September 1939 zum Stadtkommissar und am 26. Oktober 1939 zum kommissarischen Oberbürgermeister der besetzten und vom Deutschen Reich annektierten polnischen Stadt Posen im neuen Warthegau unter Gauführer Arthur Greiser bestimmt. Zum 3. August 1940 wurde ihm das Amt dann offiziell für die geplante Dauer von 12 Jahren verliehen. Seine Aufgabe sollte es sein, die gewaltsame Germanisierung der mehrheitlich von Polen bewohnten Hauptstadt des Reichsgaues Wartheland zu forcieren. Bei Kriegsende gelang Scheffler die Flucht nach Westen.
Nach 1945 nahm Scheffler für einige Zeit eine Tarnexistenz unter dem Namen Dr. Otto Jungfer an, ehe er ab 1949 im Landesdienst in Nordrhein-Westfalen tätig war. 1950 wechselte er erneut ins Bundesinnenministerium. Dort leitete er 1950–1952 das Referat V 2 (Kriegsfolgenhilfe, Lastenausgleich, freie Wohlfahrt, soziale Auslandshilfe), 1952–1955 die Unterabteilung V B (Soziale Angelegenheiten), als Nachfolger von Wilhelm Kitz von 1955 bis 1958 die Sozialabteilung V. Sein Nachfolger wurde Johannes Duntze. Von 1957 bis 1965 war er Mitglied des Hauptausschusses des Deutschen Vereins für öffentliche und private Fürsorge (DV) und von 1958 bis 1970 Vorstandsmitglied des Deutschen Paritätischen Wohlfahrtsverbands. Im Jahr 1957 setzte Scheffler den Begriff der „Sozialhilfe“, den die SPD vorzog, statt des älteren der „Fürsorge“ durch, als er wesentlich das Bundessozialhilfegesetz mit ausarbeitete.

## Schriften
- (Hg.): Chronik der Gauhauptstadt Posen, Berlin, Curt Hermann Weise Verlag, 1941
- mit Hermann Neumeyer: Ein Posener Buch. Posen 1944.
- Erbe, Weg und Ziel. Mit 12 Schabezeichnungen von Georg Fritz. Posen 1944.